# Rebellion: The Litvinenko Case
Rebellion: The Litvinenko Case (in russo Бунт: Де́ло Литвине́нко), è un film documentario del 2007 diretto da Andrej Nekrasov.
Pellicola in lingua russa presentato al Festival di Cannes 2007 riguardo alla storia e la misteriosa morte di Aleksandr Litvinenko, ex-spia russa e dissidente in esilio politico a Londra, Regno Unito.

## Trama
(Andrej Nekrasov)
In questo film Andrej Nekrasov conduce la sua personale ricerca della verità sulla morte del dissidente russo Aleksandr Litvinenko, suo grande amico, raggiunto a Londra nel 2006 (dove si trovava in esilio politico con la moglie Marina e il figlio) da una dose mortale di Polonio-210 che lo porta alla morte per avvelenamento da radiazioni nel giro di pochi giorni.
Nel mezzo, l'autore ne ricostruisce la vicenda attraverso le testimonianze di chi lo ha conosciuto in vita, come quella del principale finanziatore delle opposizioni politiche a Putin, il miliardario Boris Berezovsky, anch'egli in esilio a Londra (poi trovato morto nella sua casa nei pressi di Londra, il 23 marzo 2013, in apparenza per un suicidio), o della giornalista Anna Politkovskaja, anch'ella morta in circostanze poco chiare nel 2006 (assassinata il giorno del compleanno dell'allora presidente russo Vladimir Putin, nell'ascensore del suo palazzo a Mosca).
Tutto ha inizio con la pubblicazione del libro Russia. Il complotto del KGB (uscito nel 2002), in cui l'ex-spia dell'FSB (letteralmente Servizi federali per la sicurezza della Federazione russa) accusa i vertici dello stato, e in particolare l'élite che si riconosce in Vladimir Putin, di aver commissionato (ed eseguito per mano dell'FSB stessa) gli attentati ai condomini di Bujnaksk, Mosca e Volgodonsk verificatisi tra l'agosto e il settembre del 1999 e di aver fatto ricadere la colpa sui terroristi ceceni per avere un casus belli che legittimasse la Seconda guerra cecena. Inoltre ciò avrebbe poi permesso l'ascesa al potere dello stesso Putin, che dell'intervento militare in quella regione fece il suo cavallo di battaglia.
Quello che emerge dalle ricostruzioni di Litvinenko è uno stato di polizia in cui i servizi eliminano alla radice il dissenso politico ricorrendo all'omicidio protetti, denuncia il dissidente, da un'opinione pubblica ormai assuefatta e disposta a prendere tutto ciò come normale.

## Particolari sulla morte
Il 23 novembre 2006 Litvinenko è morto a causa di un avvelenamento da radiazione da polonio-210, un isotopo radioattivo del polonio, in circostanze ancora da chiarire.
Tracce di Polonio sono state individuate in diversi locali nei quali Litvinenko si trovava prima del ricovero, in particolare nel sushi bar Itsu di Piccadilly, dove aveva pranzato insieme a Mario Scaramella (ma non dove Litvinenko sedette con Scaramella, bensì dove si era precedentemente intrattenuto con gli ex agenti del KGB Andrei Lugovoi e Dimitri Kovtun).
In realtà Scaramella non toccò cibo. Proprio per questo, ma anche perché era apparso agitato ed ansioso, Litvinenko inizialmente sospettò proprio Scaramella di averlo avvelenato. In realtà, stando a quanto afferma il senatore Paolo Guzzanti in un'intervista, Mario Scaramella era arrivato a Londra sia perché Igor Ponomariov gli aveva detto di avere importanti ulteriori notizie da dargli sia per parlare con Litvinenko delle minacce contenute negli ultimi rapporti di Evgenij Limarev, figlio di Lev Limarev, un generale maggiore dell'Svr, capo degli agenti illegali dell'intelligence sovietica. Tuttavia Igor Ponomariov la sera prima era morto al teatro in modo misterioso. L'ambasciata russa a Londra aveva fatto prelevare immediatamente la salma, vietando l'autopsia avvalendosi dei diritti diplomatici e spedendo il cadavere a Mosca dove esso fu immediatamente cremato.
Prima di morire, Litvinenko ha accusato pubblicamente il presidente russo Vladimir Putin come responsabile del suo avvelenamento e come mandante dell'omicidio della giornalista Anna Politkovskaja.

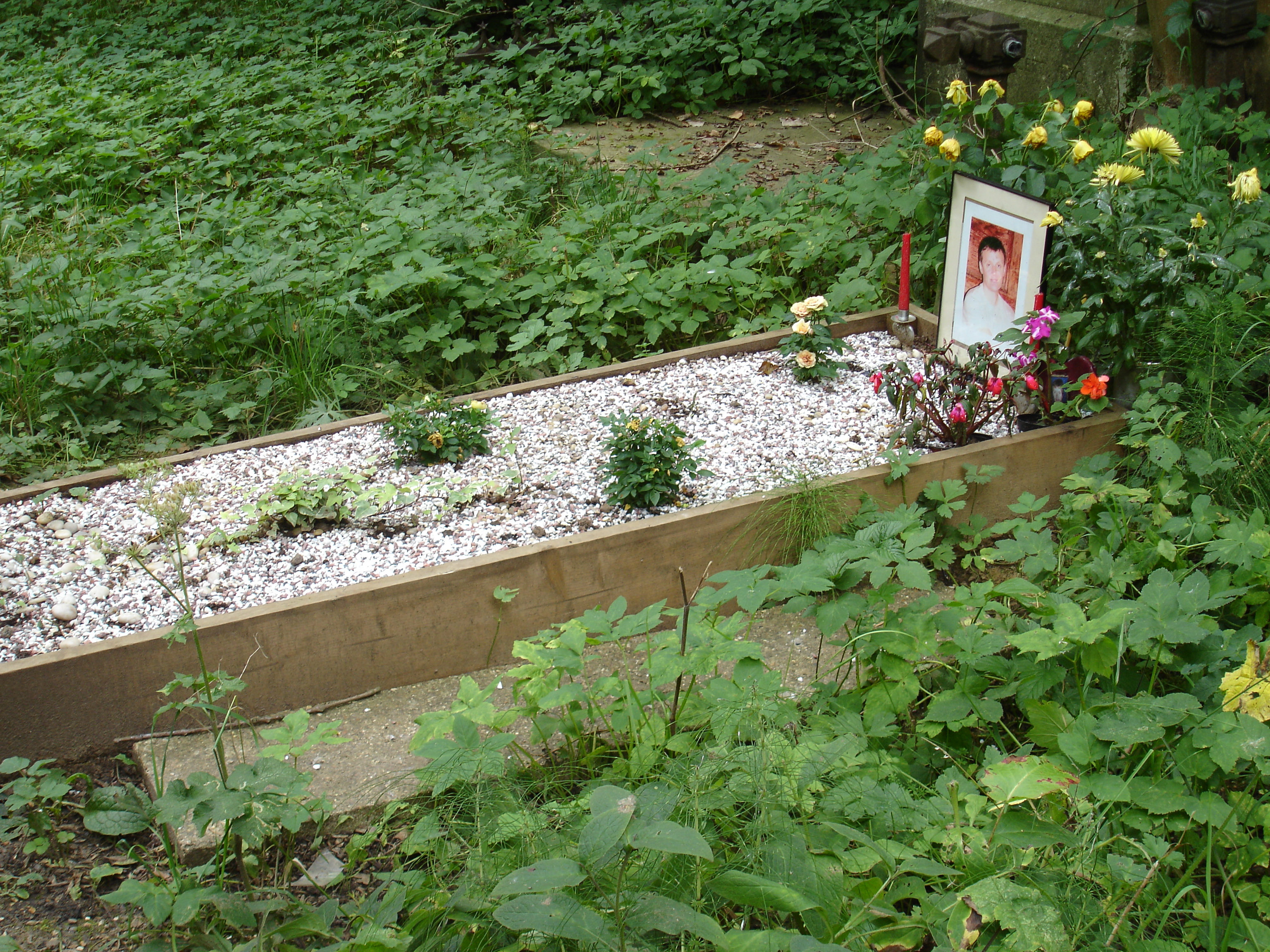
Tomba di Aleksander Litvinenko al cimitero di Highgate, Londra

Nei giorni seguenti alla morte del dissidente russo, avvenuta a Londra, altre persone sono state ricoverate per aver accusato sintomi d'avvelenamento per esposizione a radiazioni. Oltre 300 persone si sono rivolte alla Health Protection Agency (HPA, Agenzia per la protezione della salute) britannica, dopo che questo ente aveva lanciato un appello a tutti coloro che potevano essersi trovati nei due locali - il sushi bar Itsu, nei pressi di Piccadilly Circus, e il Pine Bar del Millennium Hotel a Grosvenor Square - frequentati da Litvinenko prima di sentirsi male e in cui potrebbe essere stato avvelenato.
Tracce di polonio sono state trovate anche su due aerei della British Airways e il servizio sanitario britannico ha richiesto ai 33000 passeggeri che hanno utilizzato quei velivoli nell'ultimo mese di presentarsi per un controllo.